# Intercanvi de fitxers
L'intercanvi de fitxers és la pràctica de distribuir o proporcionar accés a suports digitals, com ara programes d'ordinador, multimèdia (àudio, imatges i vídeo), documents o llibres electrònics. L'intercanvi de fitxers es pot aconseguir de diverses maneres. Els mètodes habituals d'emmagatzematge, transmissió i dispersió inclouen l’ús compartit manual mitjançant suports extraïbles, servidors centralitzats a xarxes d’ordinadors, documents hiperenllaçats basats en la xarxa mundial i l’ús de xarxes distribuïdes entre iguals.